# Curug Gendang
Curug Gendang är ett vattenfall i Indonesien.   Det ligger i provinsen Banten, i den västra delen av landet, 110 km väster om huvudstaden Jakarta. Curug Gendang ligger 218 meter över havet.
Terrängen runt Curug Gendang är kuperad åt nordost, men åt sydväst är den platt. Havet är nära Curug Gendang västerut. Runt Curug Gendang är det mycket tätbefolkat, med 1 056 invånare per kvadratkilometer. Närmaste större samhälle är Labuan, 11,6 km söder om Curug Gendang. I omgivningarna runt Curug Gendang växer i huvudsak städsegrön lövskog.